# Campionat de Catalunya d'hivern de natació
El Campionat de Catalunya d'hivern de natació fou una competició esportiva de natació celebrada a Catalunya. Era organitzada per la Federació Catalana de Natació (FCN) i, juntament amb el Campionat de Catalunya d'estiu, era la màxima competició catalana absoluta de natació a nivell de clubs. La primera edició se celebrà el maig de 1958, tant en categoria masculina com femenina, organitzada a les instal·lacions del Club Natació Manresa, coincidint amb la inauguració de la piscina coberta del club.
Les edicions entre 1987 i 1989 coincidiren amb el Gran Premi Ciutat de Barcelona. Des de la temporada 1988-89 la competició es disputà amb caràcter open. La temporada 1999-00 es disputà l'edició número 43, que fou la darrera celebrada.

## Proves disputades
| Proves              | Inici   | Inici  |
| Proves              | Masc.   | Fem.   |
| ------------------- | ------- | ------ |
| 50 metres lliures   | 1983    | 1983   |
| 100 metres lliures  | 1958    | 1958   |
| 200 metres lliures  | 1958    | 1960   |
| 400 metres lliures  | 1960    | 1960   |
| 800 metres lliures  | N/D     | 1974   |
| 1500 metres lliures | 1974    | N/D    |
| 50 metres braça     | 1991-92 | 1991-2 |

| Proves               | Inici   | Inici   |
| Proves               | Masc.   | Fem.    |
| -------------------- | ------- | ------- |
| 100 metres braça     | 1958    | 1958    |
| 200 metres braça     | 1960    | 1960    |
| 50 metres papallona  | 1991-92 | 1991-92 |
| 100 metres papallona | 1958    | 1958    |
| 200 metres papallona | 1960    | 1974    |
| 50 metres esquena    | 1991-92 | 1991-92 |
| 100 metres esquena   | 1958    | 1958    |

| Proves               | Inici   | Inici   |
| Proves               | Masc.   | Fem.    |
| -------------------- | ------- | ------- |
| 200 metres esquena   | 1961    | 1974    |
| 100 metres estils    | 1991-92 | 1991-92 |
| 200 metres estils    | 1968    | 1968    |
| 400 metres estils    | 1973    | 1973    |
| 4x100 metres estils  | 1964    | 1964    |
| 4x100 metres lliures | 1976    | 1964    |
| 4x200 metres lliures | 1964    | 1981    |

## Historial
| Edició  | Data    | Organitzador   | Seu                                | Piscina | Campió masculí                         | Campió femení                          | Campió total                           | refs              |
| ------- | ------- | -------------- | ---------------------------------- | ------- | -------------------------------------- | -------------------------------------- | -------------------------------------- | ----------------- |
| I       | 1958    | CN Manresa     | Piscina del CNM, Manresa           | 25 m    | No hi va haver classificació per clubs | No hi va haver classificació per clubs | No hi va haver classificació per clubs | [ 3 ] [ 2 ] [ 1 ] |
| II      | 1959    | CN Manresa     | Piscina del CNM, Manresa           | 25 m    | No hi va haver classificació per clubs | No hi va haver classificació per clubs | No hi va haver classificació per clubs | [ 2 ] [ 1 ]       |
| III     | 1960    | CN Sabadell    | Piscina del CNS, Sabadell          | 25 m    | No hi va haver classificació per clubs | No hi va haver classificació per clubs | No hi va haver classificació per clubs | [ 2 ] [ 1 ]       |
| IV      | 1961    | CN Poble Nou   | Piscina del CNPN, Barcelona        | 25 m    | No hi va haver classificació per clubs | No hi va haver classificació per clubs | No hi va haver classificació per clubs | [ 2 ] [ 1 ]       |
| V       | 1962    | CN Barcelona   | Piscina de l'Escollera, Barcelona  | 25 m    | No hi va haver classificació per clubs | No hi va haver classificació per clubs | No hi va haver classificació per clubs | [ 2 ] [ 1 ]       |
| VI      | 1963    | CN Sabadell    | Piscina del CNS, Sabadell          | 25 m    | No hi va haver classificació per clubs | No hi va haver classificació per clubs | No hi va haver classificació per clubs | [ 2 ] [ 1 ]       |
| VII     | 1964    | CN Manresa     | Piscina del CNM, Manresa           | 25 m    | CN Sabadell                            | CN Sabadell                            | N/D                                    | [ 2 ] [ 1 ]       |
| VIII    | 1965    | CN Terrassa    | Piscina del CNT, Terrassa          | 25 m    | CN Sabadell                            | CN Sabadell                            | N/D                                    | [ 2 ] [ 1 ]       |
| IX      | 1966    | CN Sabadell    | Piscina del CNS, Sabadell          | 25 m    | CN Sabadell                            | CN Sabadell                            | N/D                                    | [ 2 ] [ 1 ]       |
| X       | 1967    | CN Montjuïc    | Piscina Folch i Torres, Barcelona  | 25 m    | CN Sabadell                            | CN Sabadell                            | N/D                                    | [ 2 ] [ 1 ]       |
| XI      | 1968    | CN Sabadell    | Piscina del CNS, Sabadell          | 25 m    | CN Sabadell                            | CN Sabadell                            | N/D                                    | [ 2 ] [ 1 ]       |
| XII     | 1969    | CN Terrassa    | Piscina del CNT, Terrassa          | 25 m    | CN Sabadell                            | CN Sabadell                            | N/D                                    | [ 2 ] [ 1 ]       |
| XIII    | 1970    | CN Barceloneta | Piscina del pg. Marítim, Barcelona | 25 m    | CN Sabadell                            | CN Sabadell                            | N/D                                    | [ 2 ] [ 1 ]       |
| XIV     | 1971    | CN Martorell   | Piscina del CNM, Martorell         | 25 m    | CN Barceloneta                         | CN Sabadell                            | N/D                                    | [ 2 ] [ 1 ]       |
| XV      | 1972    | CN Mataró      | Piscina Municipal, Mataró          | 25 m    | CN Barcelona                           | CN Poble Nou                           | N/D                                    | [ 2 ] [ 1 ]       |
| XVI     | 1973    | CN Sabadell    | Piscina del CNS, Sabadell          | 25 m    | CN Barcelona                           | CN Barcelona                           | N/D                                    | [ 2 ] [ 1 ]       |
| XVII    | 1974    | CN Badalona    | Piscina del CNB, Badalona          | 25 m    | CN Sabadell                            | CN Barcelona                           | N/D                                    | [ 2 ] [ 1 ]       |
| XVIII   | 1975    | CN Granollers  | Piscina del CNG, Granollers        | 25 m    | CN Sabadell                            | CN Barcelona                           | N/D                                    | [ 2 ] [ 1 ]       |
| XIX     | 1976    | CN Sabadell    | Piscina del CNS, Sabadell          | 25 m    | CN Sabadell                            | CN Barcelona                           | N/D                                    | [ 2 ] [ 1 ]       |
| XX      | 1977    | CN Sabadell    | Piscina del CNS, Sabadell          | 25 m    | CN Barcelona                           | CN Barcelona                           | N/D                                    | [ 2 ] [ 1 ]       |
| XXI     | 1978    | CN Sabadell    | Piscina del CNS, Sabadell          | 25 m    | CN Sabadell                            | CN Montjuïc                            | N/D                                    | [ 2 ] [ 1 ]       |
| XXII    | 1979    | CN Sabadell    | Piscina del CNS, Sabadell          | 25 m    | CN Montjuïc                            | CN Barcelona                           | N/D                                    | [ 2 ] [ 1 ]       |
| XXIII   | 1980    | CN Martorell   | Piscina del CNM, Martorell         | 25 m    | CN Montjuïc                            | CN Barcelona                           | N/D                                    | [ 2 ] [ 1 ]       |
| XXIV    | 1981    | CN Sant Andreu | Piscina del CNSA, Barcelona        | 25 m    | CN Montjuïc                            | CN Montjuïc                            | CN Montjuïc                            | [ 2 ] [ 1 ]       |
| XXV     | 1982    | CN Terrassa    | Piscina del CNT, Terrassa          | 25 m    | CN Montjuïc                            | CN Sant Andreu                         | CN Montjuïc                            | [ 2 ] [ 1 ]       |
| XXVI    | 1983    | CN Sabadell    | Piscina del CNS, Sabadell          | 25 m    | CN Sabadell                            | CN Sant Andreu                         | CN Sabadell                            | [ 2 ] [ 1 ]       |
| XXVII   | 1984    | CN Sabadell    | Piscina del CNS, Sabadell          | 25 m    | CN Sabadell                            | CN Sant Andreu                         | CN Sant Andreu                         | [ 2 ] [ 1 ]       |
| XXVIII  | 1985    | CN Olot        | Piscina del CNO, Olot              | 25 m    | CN Montjuïc                            | CN Sant Andreu                         | CN Montjuïc                            | [ 2 ] [ 1 ]       |
| XXIX    | 1986    | CN Sant Andreu | Piscina del CNSA, Barcelona        | 25 m    | CN Montjuïc                            | CN Sant Andreu                         | CN Montjuïc                            | [ 2 ] [ 1 ]       |
| XXX     | 1986-87 | CN Hospitalet  | Piscina del CNH, L'Hospitalet      | 25 m    | CN Sant Andreu                         | CN Catalunya                           | CN Sant Andreu                         | [ 2 ] [ 1 ]       |
| XXXI    | 1987-88 | CN Montjuïc    | Piscina Folch i Torres, Barcelona  | 25 m    | CN Montjuïc                            | CN Sabadell                            | CN Montjuïc                            | [ 2 ] [ 1 ]       |
| XXXII   | 1988-89 | CN Barceloneta | Piscina del pg. Marítim, Barcelona | 25 m    | CN Montjuïc                            | CN Sabadell                            | CN Sabadell                            | [ 2 ] [ 1 ]       |
| XXXIII  | 1989-90 | CE Mediterrani | Piscina del c. Begur, Barcelona    | 25 m    | CN Sabadell                            | CN Sabadell                            | CN Sabadell                            | [ 2 ] [ 1 ]       |
| XXXIV   | 1990-91 | CN Sabadell    | Piscina del CNS, Sabadell          | 25 m    | CN Sabadell                            | CN Sabadell                            | CN Sabadell                            | [ 2 ] [ 1 ]       |
| XXXV    | 1991-92 | CN Olot        | Piscina del CNO, Olot              | 25 m    | CN Sant Andreu                         | CN Sabadell                            | CN Sant Andreu                         | [ 2 ] [ 1 ]       |
| XXXVI   | 1992-93 | CN Rubí        | Piscina del CNR, Rubí              | 25 m    | CN Sabadell                            | CN Sabadell                            | CN Sabadell                            | [ 2 ] [ 1 ]       |
| XXXVII  | 1993-94 | CN Banyoles    | Piscina del CNB, Banyoles          | 25 m    | CN Catalunya                           | CN Catalunya                           | CN Catalunya                           | [ 2 ] [ 1 ]       |
| XXXVIII | 1994-95 | CN Hospitalet  | Piscina del CNH, L'Hospitalet      | 25 m    | CN Catalunya                           | CN Catalunya                           | CN Catalunya                           | [ 2 ] [ 1 ]       |
| XXXIX   | 1995-96 | CN Sabadell    | Piscina del CNS, Sabadell          | 25 m    | CN Sabadell                            | CN Sabadell                            | CN Sabadell                            | [ 2 ] [ 1 ]       |
| XL      | 1996-97 | CE Mediterrani | Piscina del c. Begur, Barcelona    | 25 m    | CN Catalunya                           | CN Sabadell                            | CN Catalunya                           | [ 2 ] [ 1 ]       |
| XLI     | 1997-98 | CN Sabadell    | Piscina del CNS, Sabadell          | 25 m    | CN Catalunya                           | CN Catalunya                           | CN Catalunya                           | [ 2 ] [ 1 ]       |
| XLII    | 1998-99 | CN Banyoles    | Piscina del CNB, Banyoles          | 25 m    | No hi va haver classificació per clubs | No hi va haver classificació per clubs | No hi va haver classificació per clubs | [ 2 ] [ 1 ]       |
| XLIII   | 1999-00 | CE Mediterrani | Piscina del c. Begur, Barcelona    | 25 m    | No hi va haver classificació per clubs | No hi va haver classificació per clubs | No hi va haver classificació per clubs | [ 2 ] [ 1 ]       |

1. ↑  Aquesta edició coincidí amb el 8è Gran Premi Ciutat de Barcelona.
2. ↑  Aquesta edició coincidí amb el 9è Gran Premi Ciutat de Barcelona.
3. ↑  Aquesta edició coincidí amb el 10è Gran Premi Ciutat de Barcelona.

## Palmarès
| CN Sabadell    | 17 | CN Sabadell    | 16 | CN Sabadell    | 6 |
| CN Montjuïc    | 8  | CN Barcelona   | 7  | CN Montjuïc    | 5 |
| CN Catalunya   | 4  | CN Sant Andreu | 5  | CN Catalunya   | 4 |
| CN Barcelona   | 3  | CN Catalunya   | 4  | CN Sant Andreu | 3 |
| CN Sant Andreu | 2  | CN Montjuïc    | 2  |                |   |
| CN Barceloneta | 1  | CN Poble Nou   | 1  |                |   |